# مايكل إس. مور
مايكل إس. مور (بالإنجليزية: Michael S. Moore)‏ (5 مايو 1974، كوكفل في الولايات المتحدة)؛ روائي أمريكي.